# Agua Azul, Chihuahua
Agua Azul är en ort i Mexiko.   Den ligger i kommunen Guachochi och delstaten Chihuahua, i den nordvästra delen av landet, 1 100 km nordväst om huvudstaden Mexico City. Agua Azul ligger 2 541 meter över havet och antalet invånare är 229.
Terrängen runt Agua Azul är kuperad åt sydost, men åt nordväst är den platt. Agua Azul ligger uppe på en höjd. Runt Agua Azul är det mycket glesbefolkat, med 3 invånare per kvadratkilometer. Närmaste större samhälle är Guachochi, 13,8 km väster om Agua Azul. Omgivningarna runt Agua Azul är i huvudsak ett öppet busklandskap.